# Galješki jezik
Galješki jezik ili galicijski jezik (ISO 639-3: glg; izv. galego) jedan je od romanskih jezika Španjolske kojime se služi narod Galježana. To je matični jezik autonomne zajednice Galicije (galj. Galiza), gdje je služben zajedno s kastiljskim jezikom. Srodan je portugalskom jeziku.

## Raširenost
Galješki jezik govori više od 3 milijuna ljudi, većinom u Galiciji i mjestima u Španjolskoj gdje se nalazi određeni broj galješkog stanovništva (Madrid, Barcelona, Vizcaya). U ostatku Europe također postoji značajan broj galješkog stanovništva (Andora, Ženeva, London), kao i u Latinskoj Americi (Buenos Aires, Montevideo, Havana).

### Službeni status
U Španjolskoj je galješki priznat kao jedan od četiri službena jezika (lenguas españolas), uz kastiljski (poznatiji pod nazivom španjolski), katalonski i baskijski jezik.
Galješki se uči i koristi u osnovnoj i srednjoj školi u Galiciji, kao i na fakultetima.

### Dijalekti
Postoje brojni dijalekti galješkog jezika, koji su međusobno razumljivi u potpunosti.

## Primjeri
| Hrvatski       | Galješki        | Portugalski                  | Španjolski      |
| -------------- | --------------- | ---------------------------- | --------------- |
| Dobar dan      | Bos días        | Bom dia                      | Buenos días     |
| Kako se zoveš? | Como te chamas? | Como te chamas?              | Como te llamas? |
| Oprostite      | Desculpe        | Desculpe                     | Disculpe        |
| Hvala          | Grazas          | Obrigado                     | Gracias         |
| Dobro došaо    | Benvido         | Bem-vindo                    | Bienvenido      |
| Zbogom         | Adeus           | Adeus                        | Adiós           |
| Da             | Si              | Sim                          | Sí              |
| Ne             | Non             | Nom (AGAL) Não (portugalski) | No              |

## Vanjske poveznice
- wikipedija na galješkom jeziku
- Ethnologue (14th)
- Ethnologue (15th)
- Instituto da Lingua Galega
- Biblioteca Virtual Galega
- Movimento Defesa da Língua
- Associaçom Galega da Língua - Portal Galego da Língua
- Associação de Amizade Galiza Portugal - Lusografia